# Rue du Pressoir
La rue du Pressoir est une voie du 20e arrondissement de Paris.

## Situation et accès
Elle est située entre la rue des Couronnes d'une part et la rue des Maronites de l'autre.

## Origine du nom

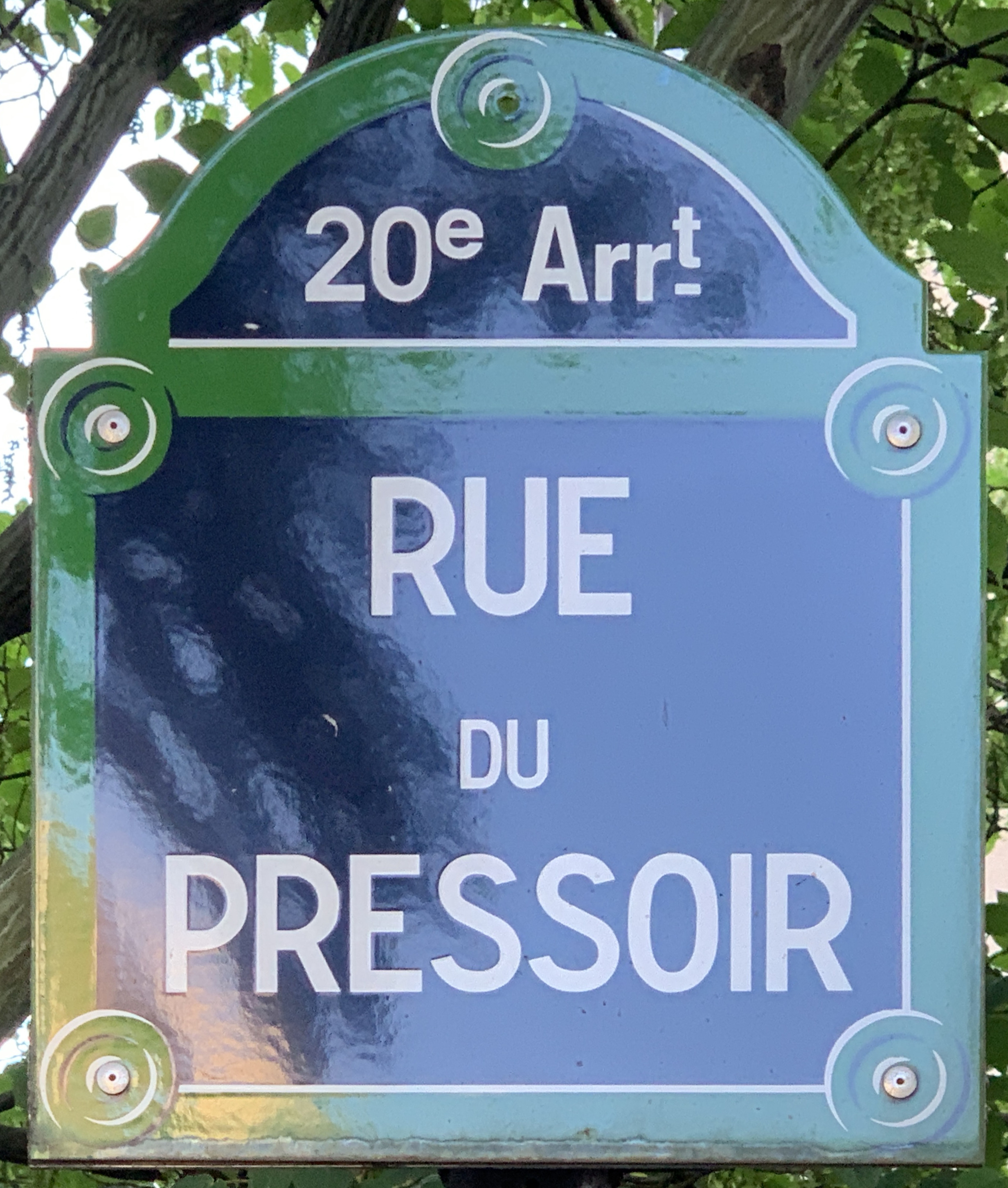
Plaque de la rue.

Son nom viendrait d'un lieu-dit qui tirait vraisemblablement son nom de l'existence d'un ancien pressoir appartenant à l'ordre du Temple qui possédait au Moyen Âge une notable partie des terres de Belleville.

## Historique
Cette voie de l'ancienne commune de Belleville est ouverte sous sa dénomination actuelle en 1837 puis classée dans la voirie parisienne en vertu du décret du 23 mai 1863.

## Bâtiments remarquables et lieux de mémoire
- Au no 12, les bains-douches du Pressoir proposaient une « hydrothérapie complète ».
- Située dans un quartier voué à la destruction en 1966, la rue du Pressoir est emblématique du vieux Paris, au même titre que les rues Vilin et Julien-Lacroix, circonvoisines.
- La résidence du Pressoir

## Sources
- Jacques Hillairet, Évocation du Vieux Paris, Éditions de Minuit, 1951.